# Zellhub
Zellhub ist ein Gemeindeteil der Stadt Eggenfelden im niederbayerischen Landkreis Rottal-Inn.
Das Dorf liegt östlich der Bundesstraße 20 und nördlich der Bundesstraße 388 am Zellhuber Bach und besteht aus den Straßen Am Holzfeld, Dorf Zellhub, Dürrwimmer Straße, Gartenweg, Hausmühlweg, Herzog-Heinrich-Ring, Prinzregent-Luitpold-Straße, Zellhuber Straße und Zellhuber Ring.

## Geschichte
Der historische Siedlungskern liegt beidseits des Zellhuber Bachs an der heutigen Zellhuber Straße. Der Ort gehörte ursprünglich zur später aufgelösten Gemeinde Peterskirchen I. Im Jahr 1885 hatte die Einöde zwei Wohngebäude und drei Einwohner. 1925 gab es vier Wohngebäude und 39 Einwohner. Im Jahr 1970 war der Ort zum Dorf angewachsen und hatte 341 Einwohner. Bei der Volkszählung 1987 wurden 399 Einwohner in 114 Gebäuden mit Wohnraum ermittelt.

## Dorf Zellhub
Dorf Zellhub wurde in den 1980er Jahren entworfen. Der infrastrukturelle Grundriss ist gekennzeichnet durch Reihenhäuser, im Kern des Dorfs steht ein Brunnen, der über den Sommer aktiv ist. Die Straße, eine Spielstraße, bietet am unteren Ende, an der Grenze zum Spielplatz, Wendemöglichkeiten für Kraftfahrzeuge. Dorf Zellhub ist Ende 2005 für die bundesweit beste Nachbarschaft ausgezeichnet worden.

## Zellhuber Ring
Der Zellhuber Ring, ebenfalls an den Burgerwald angrenzend, ist durch eine sich in Sinusform windende Straße geprägt. Ebenso wie Dorf Zellhub verfügt der Ring über einen Spielplatz in Verbindung mit einem von der Ausstattung her akzeptablen Fußballplatz.

## Zellhuber Bach
Der Zellhuber Bach ist ein einen bis zwei Meter breites und etwa 3,8 Kilometer langes Gewässer, das in die Rott mündet. Er fließt durch den Burgerwald und verfügt über äußerst klares und sauberes Wasser.